# 炎性乳癌
炎性乳癌（英语：Inflammatory breast cancer，简称炎性乳癌），也叫炎性乳腺癌，是最具侵袭性的乳癌类型之一。它可以发生在任何年龄的女性身上（并且极少发生在男性身上，见男性乳癌）。它被称为“炎症”，因为它经常出现类似皮肤炎症的症状，例如丹毒。 
炎性乳癌表现出不同的体征和症状，通常没有可检测到的肿块或肿瘤；因此，它通常不会被乳房摄影术或超声波检测到。典型表现是乳房快速肿胀，有时伴有皮肤变化（橘皮样改变）和乳头回缩。其他迹象包括发红、持续瘙痒和异常温暖的皮肤。炎性乳癌通常最初类似于乳腺炎。约50%～75%的病例有典型表现；不典型的表现使诊断更加困难。在某些情况下，诸如急性中心静脉血栓形成之类的体征可能是该疾病的唯一表现。
炎性乳癌占乳癌病例的一小部分（在美国为1%至6%）。非裔美国人通常比白人女性更年轻的阶段被诊断出患有炎性乳癌，而且他们患这种疾病的风险也更高。治疗的最新进展大大改善了预后；至少三分之一的女性会在患有炎性乳癌的情况下多存活十年或更长时间。

## 症状
体征和症状变化很大，在“隐匿性”炎性乳癌中可能根本不存在。症状的快速发作是典型的；乳房通常看起来肿胀发红，或“发炎”，有时似乎在一夜之间发生了变化。炎性乳癌经常被误诊为乳腺炎。局部淋巴管的侵入是炎性乳癌的标志性征兆，它会损害淋巴系统并导致乳房水肿。由于乳房皮肤被乳房悬韧带（库珀氏韧带）束缚，皮肤淋巴系统内的液体积聚可能导致乳房皮肤呈现类似于橙皮的凹陷外观（橘皮样改变）。与其他形式的乳癌不同，炎性乳癌并非总能发现可触及的肿瘤。
症状可能包括：
- 乳房突然肿胀
- 乳房皮肤变化
- 发红的区域，质地类似于橙皮（橘皮样改变）
- 乳头收缩（扁平外观）或溢液
- 乳房疼痛
- 乳房瘙痒
- 腋下或颈部淋巴结肿大
- 受影响的乳房异常温暖
- 乳房变硬

其他症状可能很少包括：
- 手臂肿胀
- 乳房大小可能在减小而非增大
- 尽管在许多情况下存在显性肿块，但大多数炎性癌症表现为乳腺弥漫性浸润，没有明确的肿瘤
- 肿块可能存在并迅速增长

大多数炎性乳癌患者不会经历所有已知的症状。并非所有症状都需要出现才能做出诊断。

## 诊断
可靠的诊断方法是通过影像学、乳房摄影术、乳腺磁共振成像或超声波检查，这些检查通常显示可疑体征（全身皮肤水肿、皮肤增厚、肿块、疑似乳腺病变）。对疑似病变和/或皮肤进行活检很重要。然而，尽管付出了巨大的努力，还是有可能错过诊断。因此，如果仍然怀疑炎性乳癌的诊断，可以重复影像学检查和活检。
仅50%至75%的病例具有典型的临床表现；许多其他情况，例如乳腺炎甚至心功能不全，都可以模仿炎性乳癌的典型症状。
症状的暂时消退或波动，自发或对药物或激素事件的反应不应被认为对诊断有任何意义。在某些情况下，使用抗生素或孕酮治疗会导致症状暂时消退。

## 表征
炎性乳癌是一种高级别非整倍体癌，p53突变和过度表达，E-钙黏蛋白水平高，钙黏蛋白功能异常。它通常被认为是一种全身性癌症。大量炎性乳癌病例表现为三阴性乳癌。与三阴性乳癌类似，与激素受体阳性乳腺癌相反，在发病后的前三年内复发和扩散率很高，但在晚期很少（五年或更晚）。
炎性乳癌的特征是在皮肤活检中真皮下淋巴管中存在的癌细胞。因此，炎性乳癌总是分期为IIIB期或以上，因为这种类型的局部晚期疾病是典型的预后指标。
对生物分子特征的搜索产生了广泛的可能的生物标记物，例如WISP3表达的缺失。炎性乳癌在许多方面与晚期或转移性乳腺癌在预后和治疗方面相似。它可以通过分子足迹和临床表现与那些癌症类型区分开来。在分子水平上，与胰腺癌存在一些相似性。
雌激素和孕酮受体状态通常为阴性，与生存率低相对应。炎性乳癌肿瘤是高度血管生成和血管化的，具有高水平的VEGF和bFGF表达。
与它们在正常组织和其他乳癌类型中的功能相比，许多蛋白质和信号通路表现出可以被认为是矛盾的生物化学行为。
- 小窝蛋白1和小窝蛋白2过表达，可能有助于肿瘤细胞运动[13]
- E-钙黏蛋白过度表达；矛盾的是，它与特别具有攻击性的炎性乳癌亚型有关。

三磷酸鸟苷酶Rho蛋白的过度表达可能与小窝蛋白1和小窝蛋白2的过度表达（低甲基化）有关。矛盾的是，小窝蛋白在炎性乳癌中促进肿瘤生长。NF-κB通路激活过度表达可能导致炎症表型。
表皮生长因子受体（EGFR）通路通常在炎性乳癌中具有活性；这具有EGFR靶向治疗可能对炎性乳癌有效的临床意义。

## 流行病学
炎性乳癌发生在所有成人年龄组。虽然大多数患者年龄在40至59岁之间，但与非炎性乳癌相比，年龄偏好要小得多。总发病率约为每10万人1.3例；黑人女性（1.6）的比率最高，亚洲和太平洋岛民女性的比率最低（0.7）。
大多数已知的乳癌风险预测因子不适用于炎性乳癌。它可能与累积的母乳喂养持续时间略有负相关。
炎症是否有助于这种疾病的发展仍然是一个正在进行的研究领域。

## 激素的作用
年龄分布和与母乳喂养持续时间的关系表明激素涉及了炎性乳癌的病因；然而，炎性乳癌与其他乳癌之间存在显着差异。
通常，炎性乳癌显示出低水平的雌激素和孕酮受体敏感性，这与不良结果相对应。在具有阳性雌激素受体状态的炎性乳癌病例中，抗激素治疗被认为可以改善结果。
矛盾的是，一些研究结果表明，特别具有攻击性的炎性乳癌表型的特点是高水平的NF-κB靶基因表达，在实验室条件下，雌激素可以成功调节它，但他莫昔芬不能。

## 分期
分期旨在帮助组织不同的治疗计划并更好地了解预后。炎性乳癌的分期已经过调整以满足疾病的具体特征。炎性乳癌通常在以下阶段之一被诊断出来：
- IIIB期：至少有1/3的乳房皮肤受到影响，并且癌症可能已经扩散到乳房附近的组织，例如胸部皮肤或胸壁，包括胸部的肋骨和肌肉。癌症可能已经扩散到乳房附近或腋下的淋巴结。
- IIIC期：N3淋巴结受累伴有发炎的乳房会将疾病从IIIB期升级到IIIC期。
- IV期：意味着癌症已经扩散到其他器官。这些可以包括骨骼、肺、肝脏和/或大脑。[17]

## 治疗
新诊断的炎性乳癌的标准治疗是在手术前接受全身治疗，然后进行放射治疗。在手术样本中实现“无疾病病理学完全反应”可提供最佳预后。手术是改良根治性乳房切除术。不推荐进行乳房肿块切除术、节段切除术或保留皮肤的乳房切除术。同时也不建议立即进行重建手术。立即“预先”手术是禁忌的，因为首先使用新辅助化疗的结果更好。不推荐对侧预防性乳房切除术，因为它可以延迟其他全身辅助治疗或辅助放射治疗。手术后，除非有禁忌症，否则建议进行放射治疗。
由于该疾病具有侵袭性，强烈建议炎性乳癌患者接受炎性乳癌专家和多学科卫生工作者团队的诊治。探索是否有临床试验是非常重要的。
如果您的新炎性乳癌有转移性疾病，则必须讨论在全身治疗后是否需要进行乳房姑息性手术。在非炎性乳癌情况下，不推荐姑息性手术。然而，对于炎性乳癌，在某些医疗条件下探索了改善QOL和改善长期结果的姑息手术。
对于炎性乳癌患者来说，在临床试验环境中寻求新的靶向治疗至关重要。据报道，在2014年有三种模式的联合疗法：手术、化学疗法和放射疗法在美国未得到充分利用。雌激素和孕酮受体阳性的炎性乳癌病例并未显示比激素受体阴性病例的预后更好。对术前化疗的病理完全反应比对手术的病理完全反应赋予更有利的预后。首次临床检查时二倍体（杂合性）缺失和广泛的乳腺炎症与炎性乳癌预后显着恶化相关。与绝经后诊断相比，绝经前发生炎性乳癌的预后明显更差。在绝经后病例中，苗条女性的预后明显好于肥胖女性。在诊断时有远处转移的乳癌患者（IV期疾病）中，炎性乳癌患者的总生存期比非炎性乳癌患者更差。